# HTMS Krabi
HTMS Krabi je oceánská hlídková loď Thajského královského námořnictva. Konstrukce vychází z britských oceánských hlídkových lodí třídy River. Po plavidlech Pattani a Narathiwat je třetí thajskou válečnou lodí této kategorie. Krabi je největší válečná loď postavená v Thajsku.
V lednu 2016 Thajsko objednalo licenční stavbu sesterské lodě Krabi.

## Stavba
Konstrukce Krabi vychází z britské třídy River, kterou navrhla loděnice Vosper Thornycroft (nyní BAE Systems). Thajsko na loď zakoupilo licenci a počítá se stavbou až šesti lodí. Hlídkovou loď Krabi s britskou pomocí postavila thajská loděnice BVT Bangkok Dock. Kýl plavidla byl založen roku 2010 a trup byl spuštěn na vodu dne 3. prosince 2011. Poté byla loď dokončena loděnicí Royal Thai Navy Mahidol Dockyard v Sattahipu. Dne 26. srpna 2013 byla zařazena do operační služby.

## Konstrukce

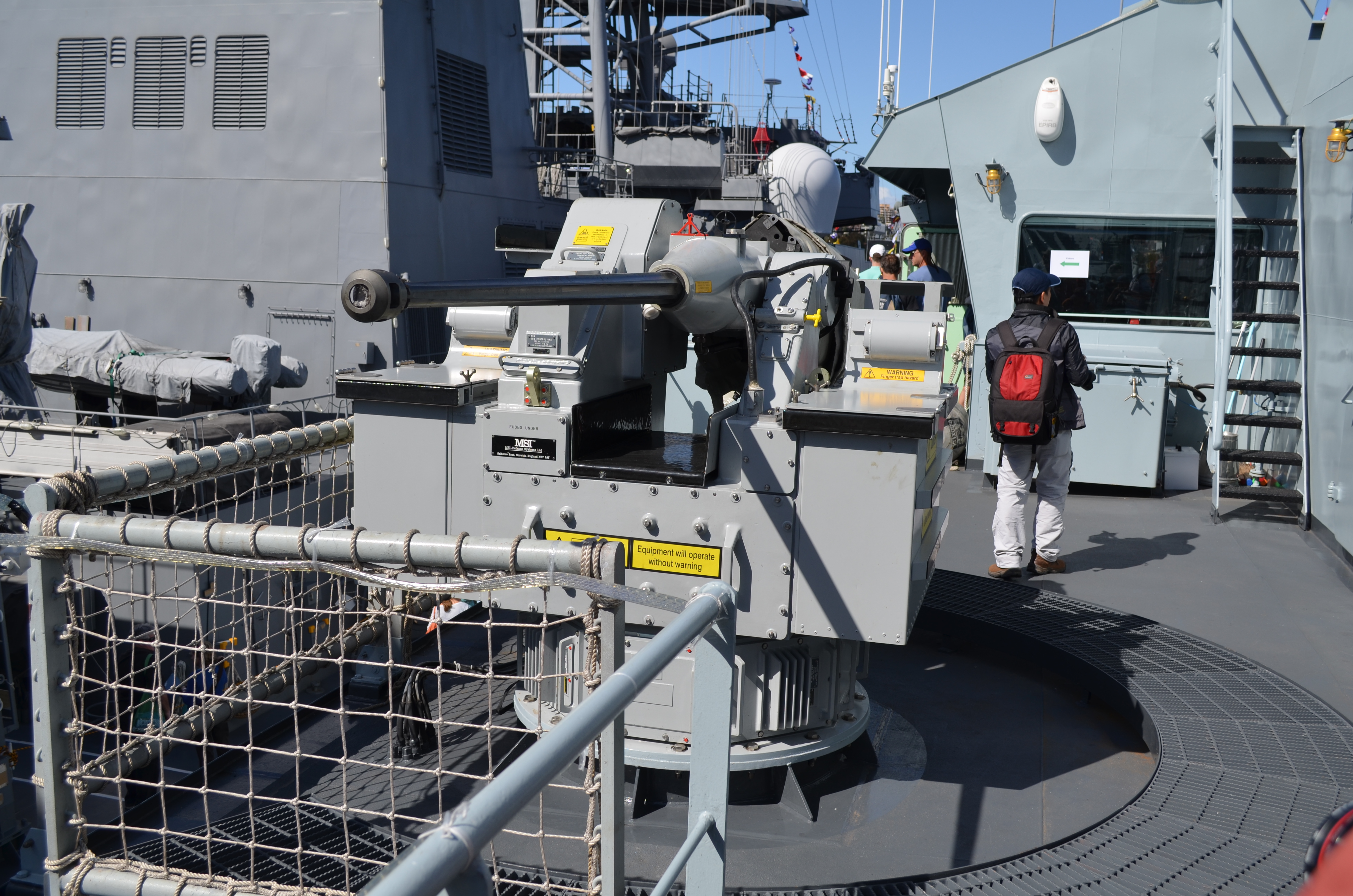
30mm kanón DS30M

Výzbroj plavidla tvoří jeden 76mm kanón OTO Melara Super Rapid v dělové věži na přídi a dva 30mm kanóny DS30M. Na zádi se nachází přistávací paluba pro vrtulník AgustaWestland AW139. Pohonný systém tvoří dva diesely MAN 16V 28133D. Lodní šrouby jsou dva. Nejvyšší rychlost dosahuje 24 uzlů.